# فضاء طوبولوجي

أمثلة على الفضاءات الطوبولوجية. المثال الموجود في أسفل ويسار الصورة ليس بفضاء طوبولوجي لأن اتحاد المجموعتين {2} و {3} (أي المجموعة {2،3}) لا ينتمي إلى المجموعة. أما المثال الموجود في أسفل ويمين الصورة، فهو ليس بفضاء طوبولوجي لأن تقاطع المجموعتين {1،2} و{2،3} (أي المجموعة {2}) لا ينتمي إلى المجموعة.

في الطوبولوجيا والمجالات المتعلقة بها من الرياضيات، تُسمّى الثنائيةَ (E, T) فضاءً طوبولوجياً، حيث E مجموعة ما وT مجموعةٌ عناصرها هي مجموعات جزئية لِ E، إذا تحققت الخاصياتُ الثلاثة الآتية مجتمعةً:
1. الفراغُ والشمولُ: المجموعة الفارغة Ø و E عضوان في T.[1][2][3]
2. الوَصْل: أيُ اتحادٍ لأعضاء من T ينتمي لِ T (إن كان نهائياً أو غير نهائي).
3. البَيْن: تقاطع أي مجموعتين من T ينتمي هو أيضا لِـ T (ليس ضروريا أن ينتمي تقاطع عدد لا نهائي من المجموعات من داخل T إلى T).

و في هذه الحالة نسمي T طوبولوجيّةً الفضاء، والمجموعات الأعضاء فيها نسميهن المجموعات المفتوحة في الفضاء. مجموعةٌ التي مكَمّلتها مجموعة مفتوحة تُسمّى مجموعة مغلقة.

## التاريخ
في حوالي عام 1735 م، اكتشف ليونهارد أويلر الصيغة {\displaystyle V-E+F=2}، والمتعلقة بعدد رؤوس (V) متعدد للأوجه مقعر، وعدد أضلاعه (E) وعدد سطوحه (F). أدت دراسة وتعميمات هذه الصيغة، خصوصا من طرف عالمي الرياضيات كوشي (1789 - 1857) و سيمون انطوان جان لولييه (1750 - 1840)، إلى دراسة معمقة للطوبولوجيا بأكملها. في عام 1827، نشر عالم الرياضيات الألماني كارل فريدريش غاوس كتابا عنوانه أبحاث عامة حول المساحات المنحنية.

## طوبولوجية بديهية
لأي فضاء E يمكننا تعريف طوبولوجية عليه {T={E, Ø. ومن الواضح أن هذه المجموعة تحقق كل الشروط المبيَّنة أعلاه. هذا النوع من الطوبولوجيات يسمّى الطوبولوجية البديهية.

## طوبولوجية منفردة
لأي فضاء E يمكننا أيضا تعريف طوبولوجية عليه (T=P(E. أي, طوبولوجية التي فيها كل مجموعة جزية للفضاء E هي مجموعة مفتوحة. ومن الواضح, في هذه الحالة أيضا, أن هذه المجموعة تحقق كل الشروط المبيَّنة أعلاه, ولذلك هي طوبولوجية حسب التعريف. هذا النوع من الطوبولوجيات يسمّى الطوبولوجية المنفردة.